# 盖西姆省
蓋西姆省（阿拉伯语：منطقة القصيم，羅馬化：Minṭaqat al-Qaṣīm，[alqɑˈsˤiːm]），或卡西姆省，是沙特阿拉伯的一個一级行政区，位於該國的中北部。是該國主要的農業基地。首府为布赖代。